# Lijst van voetbalinterlands Ghana - Joegoslavië
Deze lijst van voetbalinterlands is een overzicht van alle officiële voetbalwedstrijden tussen de nationale teams van Ghana en Joegoslavië. De landen speelden een keer tegen elkaar: een vriendschappelijke wedstrijd op 12 juni 1997 in Seoel (Zuid-Korea).

## Wedstrijden
| № | Plaats | Datum        | Competitie        | Wedstrijd           | Uitslag |
| - | ------ | ------------ | ----------------- | ------------------- | ------- |
| 1 | Seoul  | 12 juni 1997 | Vriendschappelijk | Ghana – Joegoslavië | 1 – 3   |

## Samenvatting
| Competitie        | Totaal gespeeld | Winst Ghana | Gelijk | Winst Joegoslavië | Doelsaldo Ghana – Joegoslavië |
| ----------------- | --------------- | ----------- | ------ | ----------------- | ----------------------------- |
| Vriendschappelijk | 1               | 0           | 0      | 1                 | 1 − 3                         |
| Totaal            | 1               | 0           | 0      | 1                 | 1 − 3                         |

## Details

### Eerste ontmoeting
| Vriendschappelijk (Seoul, Zuid-Korea, 12 juni 1997): |              | |
| Ghana | 1 – 3        | Joegoslavië |
| Robert Boateng 56' | goals        | 57' Slaviša Jokanović 68' Rade Bogdanović 90' Rade Bogdanović |
| Rinus Israël | bondscoach   | Slobodan Santrač |
| Simon Addo Foster Batios Kwabena Boateng Jacob Nettey Sammy Adjei Isaac Kuffour Robert Boateng Yaw Sakyi Robert Owusu-Ansah Emmanuel Armah Ebenezer Dadzie | opstellingen | 80' Ivica Kralj 46' Zoran Mirković Niša Saveljić Slaviša Jokanović Miroslav Đukić 46' Gordan Petrić Zeljko Petrović 46' Albert Nađ Darko Kovačević Nenad Maslovar Ljubinko Drulović |
| | wissels      | 46' Vladimir Martinović 56' Misko Mirković 46' Rade Bogdanović 80' Dragoje Leković                                                                                                  |
| Robert Owusu-Ansah ??' | gele kaarten | ??' Albert Nađ ??' Darko Kovačević ??' Niša Saveljić |